# Hrabstwo Elbert (Georgia)

Piramida wieku hrabstwa

Hrabstwo Elbert (ang. Elbert County) – hrabstwo w stanie Georgia w Stanach Zjednoczonych. Jego siedzibą administracyjną jest Elberton, znane jako „Granitowa Stolica Świata”.
Według spisu w 2020 roku, liczy 19,6 tys. mieszkańców, w tym 62,8% stanowiły białe społeczności nielatynoskie, 29% to Afroamerykanie lub czarnoskórzy i 6,3% to byli Latynosi. 

## Geografia
Według spisu z 2000 roku obszar całkowity hrabstwa obejmuje powierzchnię 374,54 mil² (970,05 km²), z czego 368,76 mil² (955,08 km²) stanowią lądy, a 5,78 mil² (14,97 km²) stanowią wody.
Na wschodniej granicy hrabstwo obejmuje dużą część jeziora Richarda B. Russella.

### Miejscowości
- Bowman
- Elberton
- Dewy Rose (CDP)

### Sąsiednie hrabstwa
- Hrabstwo Anderson, Karolina Południowa (północny wschód)
- Hrabstwo Abbeville, Karolina Południowa (wschód)
- Hrabstwo McCormick, Karolina Południowa (południowy wschód)
- Hrabstwo Lincoln, Georgia (południowy wschód)
- Hrabstwo Wilkes, Georgia (południe)
- Hrabstwo Oglethorpe, Georgia (południowy zachód)
- Hrabstwo Madison, Georgia (zachód)
- Hrabstwo Hart, Georgia (północny zachód)

## Gospodarka
Elbert pozostaje przede wszystkim hrabstwem rolniczym i leśnym, ale jego gospodarka jest mocno zakorzeniona w przemyśle granitowym.

## Polityka
Hrabstwo jest przeważająco republikańskie, gdzie w wyborach prezydenckich w 2020 roku, 67,9% głosów otrzymał Donald Trump i 31,4% przypadło dla Joe Bidena.